# Rắn bông súng
Rắn bông súng (tên khoa học: Enhydris enhydris), là một loài rắn có nọc độc nhẹ của châu Á.Gọi là rắn bông súng do chúng thường di chuyển trên lá súng.

## Phân bố
Đông nam Trung Quốc, Indonesia (Bangka, Belitung, Java, Kalimantan, Sulawesi, Sumatra, We); 
, Bangladesh; Campuchia; trung nam Ấn Độ; Lào; 
, Malaysia (Malaya và Đông Malaysia, Borneo, Pulau Tioman; 
, Myanmar (Burma); Nepal; Pakistan; 
, Singapore (?); Sri Lanka; Pulau Bangka, Thái Lan; Việt Nam